# Aftermath Clubhouse

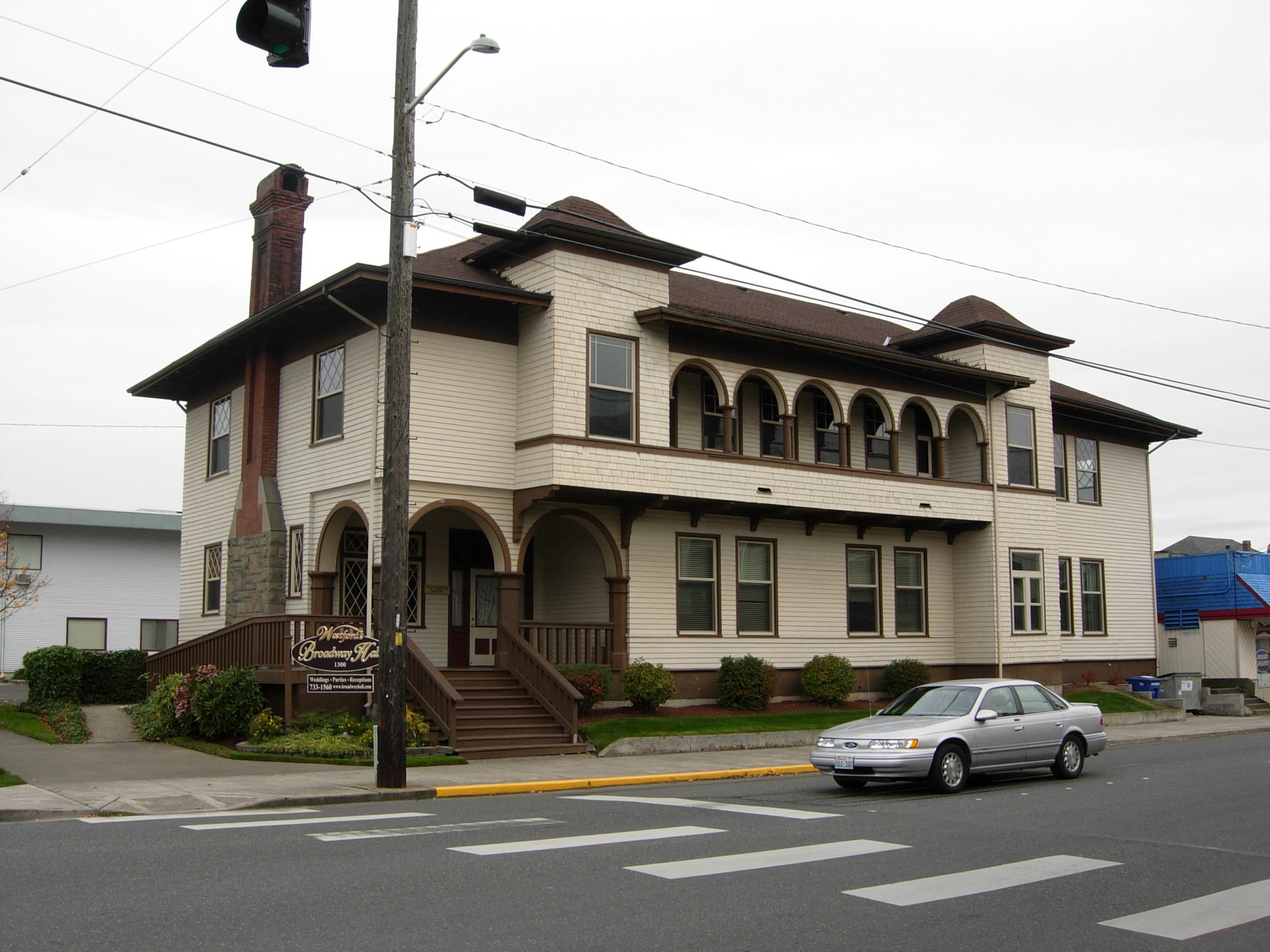
Přes sto let stará vila na Broadway, nedaleko přístaviště.

Aftermath Clubhouse je dvoupatrová dřevěná italská vila, která byla postavena roku 1904. Pravděpodobně se jedná o nejstarší ženskou klubovnu ve státě Washington.

## Historie
Čtecí kroužek „Aftermath“ byl založen roku 1895 jako literární a sociální klub pro ženy z obce New Whatcom. Organizace podporovala socializaci, intelektuální diskusi a stala se prostředkem ke zúčastnění se v komunitních záležitostech. Když se neformální kroužek změnil ve formální klub, členky si uložily úkol vybudovat si permanentní klubovnu. Ta byla postavena roku 1904 a po dlouhá léta byla jedinou klubovnou v okrese Whatcom, kterou vlastnili její členové. Jako doklad úspěchu se klubu podařilo splatit cenu za budovu, zatímco charitativní a filantropické podniky klubu pokračovaly.
Nyní je klubovna nadále v soukromém vlastnictví a je pronajímána na různé události. Po mnohá léta bylo druhé patro budovy považováno za nejlepší taneční sál v okolí. V prosinci 1978 byla klubovna přidána do Národního rejstříku historických míst.